# MAZ 105
MAZ 105 − średniopodłogowy miejski autobus przegubowy produkowany od 1997 roku przez zakłady MAZ w Mińsku na Białorusi.

## Historia modelu
Model ten zaprezentowany został po raz pierwszy w 1997 roku. Został stworzony na bazie 12 metrowego średniopodłogowego autobusu miejskiego MAZ 104. Charakterystycznym elementem MAZa 105 jest nietypowe dla autobusów o tej wysokości podłogi umieszczenie silnika w pierwszym członie, który przekazuje napęd do drugiej, a nie trzeciej, ostatniej osi pojazdu. Kolejnym nietypowym rozwiązaniem jest zastosowanie w tym pojeździe blokady mechanizmu różnicowego osi napędowej.
Do napędu pojazdu przewidziano silnik MMZ D-260.5 produkcji białoruskiej o mocy 230 KM oraz Renault MIDR 06.02.26Y41 o mocy 250 KM. Silniki te zblokowane były z czeską 5-biegową skrzynią manualną Praga 5PS-114. Białoruska jednostka napędowa zastosowana została jedynie w niewielkiej serii pojazdów wyprodukowanych w 1997 roku. Od 2001 roku pojazdy te wyposażane są w 3-biegową automatyczną skrzynię biegów Voith D851.3E
W 2004 roku do produkcji wprowadzona została odmiana wyposażona w silnik MB OM906LA o mocy 279 KM, która zastąpiła wersję wyposażoną w silnik Renault.
Na początku 2009 roku zaprezentowano zmodernizowany stylistycznie model 105.465. Zmiany objęły ścianę czołowa, gdzie zastosowano projektorowe reflektory oraz zmieniony zderzak. W ścianie tylnej nadwozia zastosowano okrągłe lampy zamontowane w układzie pionowym.
Wersje modelu MAZ 105:
- MAZ 105.002 – Wersja wyposażona w silnik MMZ i manualną skrzynię biegów
- MAZ 105.041 – Wersja wyposażona w silnik Renault i manualną skrzynię biegów
- MAZ 105.042 – Wersja wyposażona w silnik Renault i automatyczną skrzynię biegów
- MAZ 106.060 – Wersja wyposażona w silnik Mercedes-Benz Euro 2 i automatyczną skrzynię biegów
- MAZ 105.065 – Wersja wyposażona w silnik Mercedes-Benz Euro 3 i automatyczną skrzynię biegów
- MAZ 105.465 – Wersja po liftingu nadwozia, wyposażona w silnik Mercedes-Benz Euro 3 i automatyczną skrzynię biegów

Obecnie w produkcji znajduje się model MAZ 105.065 oraz MAZ 105.465